# 우고 그레고레티

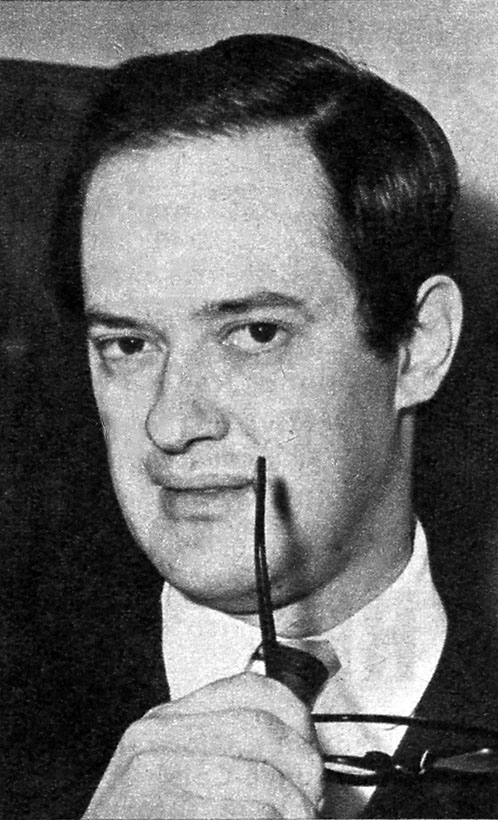

우고 그레고레티(Ugo Gregoretti, 1930년 9월 28일 ~ 2019년 7월 5일)는 이탈리아의 영화 감독, 각본가, 작가, 저널리스트, 영화배우이다.
로마에서 태어났으며 로마에서 사망하였다.

## 영화
- 실비오 포에버 (2011년)
- 스코사 (2011년)
- 베네치아 68 (2008년)
- 주크 박스 (1985년)
- 몸프라쳄의 호랑이들 (1974년)
- 아름다운 사기꾼들 (1964년)
- 라고파그 (1963년)